# Mičovice
Mičovice là một làng thuộc huyện Prachatice, vùng Jihočeský, Cộng hòa Séc.
Làng có diện tích 22.38 ki-lô-mét vuông và có dân số theo thống kê năm 2006 là 315 người.